# Élisée (prénom)
Pour les articles homonymes, voir Élisée et Élysée.
Élisée est un prénom masculin, fêté le 14 juin.

## Étymologie
Élisée vient du latin Eliseus, lui-même issu du grec ancien Elisaios, transcription de l'hébreu biblique Elishah, formé de Eli « mon Dieu » et de yeshah « sauve ».

## Variantes
Il a pour variante masculine Éliséo et Élisha/Élicha, et pour formes féminines Éliséa et Élisha/Élicha.

## Personnes portant ce prénom
- Pour voir tous les articles concernant les personnes portant ce prénom, consulter les pages commençant par Élisée.

## Saints
- Élisée (IXe siècle av. J.-C.), fils de Shafath, prophète de l'Ancien Testament, disciple et successeur d'Élie.
- Élisée de Souma, moine russe du XVe siècle.